# سیارک ۲۲۰
سیارک ۲۲۰ (به انگلیسی: 220 Stephania) دویست و بیستمین سیارک کشف شده‌است که در ۱۹ مه ۱۸۸۱ و در وین کشف شد.
قدر مطلق سیارک برابر ۱۱٫۰۰ است.